# Callospermophilus lateralis
Il citello dal mantello dorato (Callospermophilus lateralis (Say, 1823)) è un roditore della famiglia degli Sciuridi, diffuso negli Stati Uniti e nel Canada meridionale lungo la catena delle Montagne Rocciose.